# مسغونة (أولاد زمام)
مسغونة هي إحدى مشيخات المملكة المغربية، تتبع جغرافيا لإقليم الفقيه بن صالح وإداريًا لأولاد زمام. يقدر عدد سكانها بـ 8396 نسمة حسب الإحصاء الرسمي للسكان والسكنى لسنة 2004.